# Javán Marinho
Javán Marinho Ribeiro (Río de Janeiro; 21 de agosto de 1941) es un exfutbolista brasileño que jugaba como delantero.

## Clubes
| Club           | País   | Año       |
| -------------- | ------ | --------- |
| Vasco da Gama  | Brasil | 1960-1963 |
| Bahia (cesión) | Brasil | 1962      |
| América        | México | 1963-1964 |
| Monterrey      | México | 1964      |
| León           | México | 1965      |
| Necaxa         | México | 1965-1971 |
| Madureira      | Brasil | 1972      |

## Palmarés

### Títulos nacionales
| Título               | Equipo | País   | Año     |
| -------------------- | ------ | ------ | ------- |
| Copa México          | Necaxa | México | 1965-66 |
| Campeón de Campeones | Necaxa | México | 1965-66 |

### Distinciones individuales
| Distinción                        | Año     |
| --------------------------------- | ------- |
| Máximo goleador de la Copa México | 1963-64 |
| Máximo goleador de la Copa México | 1968-69 |